# Palais archiépiscopal de Pise
Le palais archiépiscopal de Pise (en italien : Palazzo Arcivescovile di Pisa) est situé peu après l'extrémité est de la Piazza dei Miracoli, sur la Piazza dell'Arcivescovado.

## Histoire et description
Il date du XVe siècle et a été construit sur les vestiges d'un édifice du XIIe siècle. Il présente une façade simple mais solennelle caractérisée par le contraste entre le plâtre et les profils en pierre apparente aux angles, sur les encadrements de fenêtres et dans les tympans, dans le grand portail flanqué de deux colonnes, qui soutiennent également la terrasse du premier étage.
À l'intérieur de la grande cour se trouvent des bustes des archevêques de Pise. Au centre, une statue du XVIIIe siècle du sculpteur Andrea Vaccà représente Moïse.
Il contient les archives de l'archidiocèse de Pise. Au rez-de-chaussée, la chapelle privée est décorée de fresques baroques des frères Melani et conserve le tableau San Ranieri devant la Vierge de Giovanni Battista Tempesti.